# Victor Honoré Janssens
Victor Honoré Janssens, noto anche come Victor Honorius Janssens o Jansens (Bruxelles, 11 giugno 1658 – Bruxelles, 14 agosto 1736), è stato un pittore fiammingo.

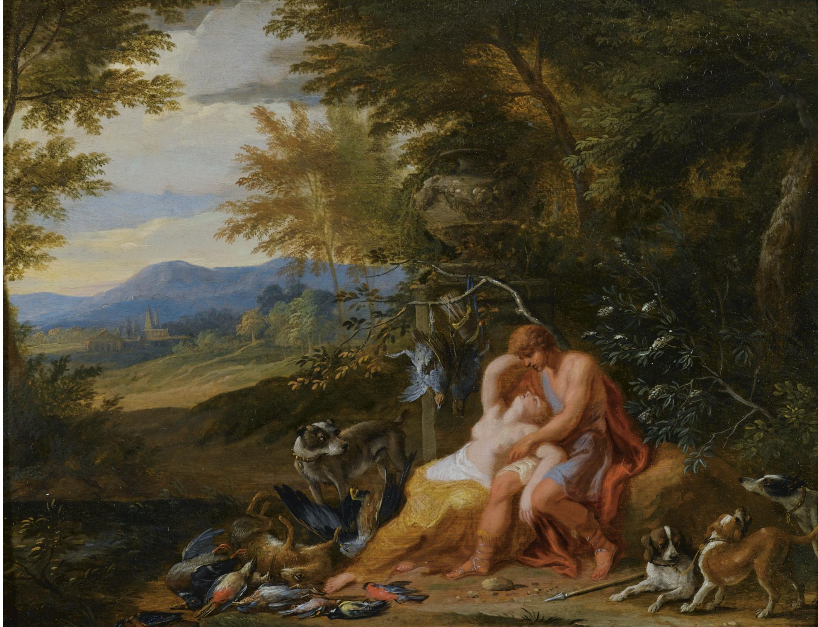
Venere e Adone come amanti

Fu pittore di soggetti religiosi e mitologici nonché cartoniere per arazzi.

## Biografia
Janssens nacque a Bruxelles, figlio di un sarto locale. Interessatosi alla pittura ed al mondo della tessitura, studiò disegno ed entrò come allievo nella Gilda di San Luca nel 1675. Ad un certo punto si trasferì per qualche tempo in Italia dove rimase probabilmente dal 1678 sino al 1689. Al suo ritorno a Bruxelles divenne uno dei maestri della gilda. Dall'anno successivo ottenne l'abilitazione a lavorare come pittore per dei cartoni per le tappezzerie arazziere di Bruxelles.
A seguito del Bombardamento di Bruxelles del 1695 ad opera dei francesi, Janssens ottenne la commissione di realizzare una serie di dipinti per il Municipio di Bruxelles per rimpiazzare quelli andati perduti durante l'attacco alla città. Collaborò nel contempo alla pittura di gilde e chiese locali. La sua reputazione crebbe al punto che Carlo VI del Sacro Romano Impero lo nominò suo pittore di corte ed egli risiedette stabilmente a Vienna dal 1719 al 1722.
L'artista morì a Bruxelles il 14 agosto 1736.

## Opere

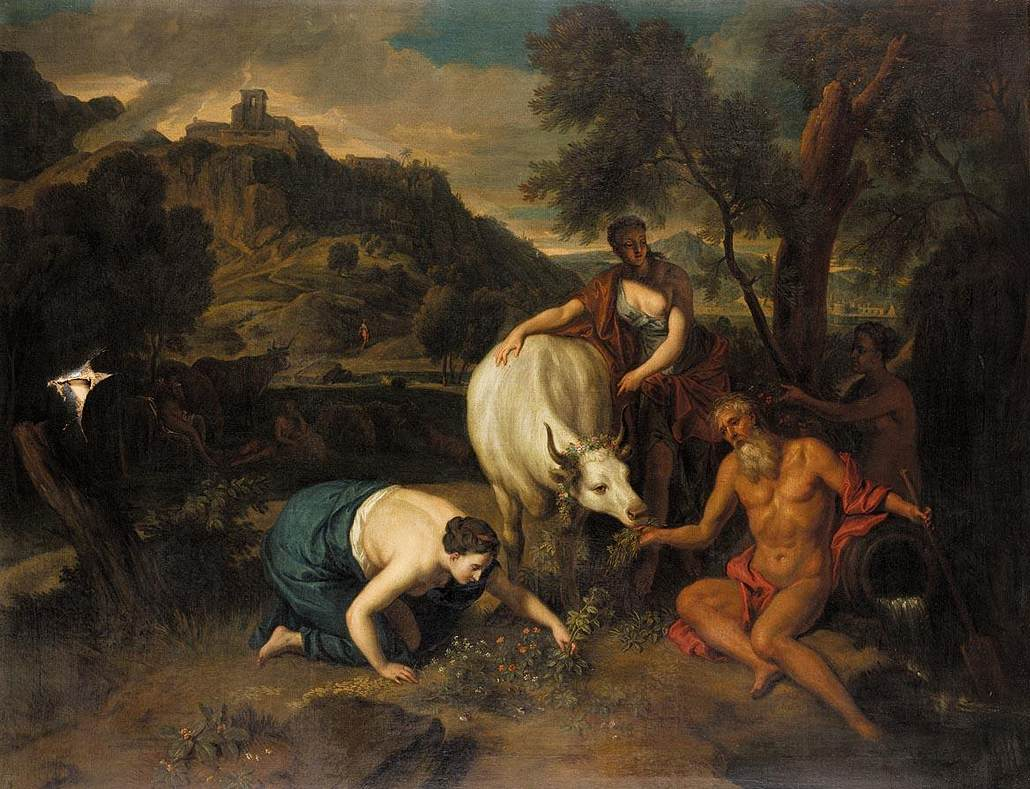
Io riconosciuta dal padre

Le principali opere di Janssens sono rappresentate da una serie di dipinti realizzati per il municipio di Bruxelles, perlopiù soggetti a carattere storico oppure mitologico che egli stesso aveva avuto modo di studiare in Italia dove erano particolarmente in voga nel XVII secolo.
Due furono le serie realizzate per questo scopo. Una prima commissione gli pervenne nel 1711 in associazione col laboratorio dei fratelli Urbanus e Daniel II Leyniers per i quali realizzò sei disegni ad olio su tela di storie greche derivate dalle Vite Parallele di Plutarco. La bottega dei fratelli Leyniers si unì nel 1712 con quella del loro cugino acquisito Hendrik II Reydams, il quale quindi prese in carico i cartoni. Il numero dei cartoni venne portato a otto nel 1715 e poi a undici nel 1734. Janssens eseguì i disegni delle storie con composizioni adeguatamente bilanciate nello spazio disponibile. La serie illustra molto bene la capacità dell'ormai maturo Janseens di sintetizzare momenti storici con pitture monumentali. Questa serie portò a Janssens la commissione nel 1716 di un lavoro da parte degli Stati Generali del Brabante per una serie di arazzi illustranti la storia del Ducato di Brabante. I disegni vennero poi traslati in arazzi dalla bottega Leyniers-Reydams negli anni successivi ed attualmente si trovano nel Municipio di Bruxelles.